# Nomioides bactriensis
Nomioides bactriensis är en biart som beskrevs av Pesenko 2004. Nomioides bactriensis ingår i släktet Nomioides och familjen vägbin. Inga underarter finns listade i Catalogue of Life.